# Apörnar
Apörnar, mycket kraftiga rovfåglar inom gruppen örnar i familjen hökartade rovfåglar. Apörnar har sinsemellan liknande morfologi och ekologi men är egentligen inte närmare släkt än andra örnar. De är huvudsakligen skogslevande och livnär sig på mellanstora däggdjur, kräldjur och fåglar. Samtliga har huvudfjädrar som liknar en krona. De har också förhållandevis väl utvecklat djupseende.
Genom evolutionskonvergens har apörnarna gemensamma drag. Apörnar är således inte en naturlig grupp och arterna är inte varandras närmaste släktingar. Sydamerikas harpyja, den afrikanska kronörnen och den filippinska apörnen lever alla bland trädkronorna, har silhuettbrytande fjädrar som gör dem svårupptäckta och breda vingar vilket krävs för jakt mellan träden och bättre binokulärt seende än andra rovfåglar (men knappast lika bra som ugglor). Eftersom apor för vissa arter är en viktig del i dieten saknar apörnarna i viss mån befjädring på benen (som bytet skulle kunna få tag i). På grund av deras levnadsmiljö har människan mycket liten kunskap om apörnarnas villkor och beteende.
Kraftiga skogslevande örnar med förhållandevis korta vingar kallas också ibland för skogsörnar, vilket egentligen är ett bättre namn på gruppen.

## Utbredning
Det finns tre arter i Sydamerika:
- Amazonörn (Morphnus guianensis) - förekommer från Honduras till norra Paraguay och Argentina.
- Harpyja (Harpia harpyja) - förekommer från södra Mexiko till östra Bolivia och från södra Brasilien till norra Argentina.
- Andinsk örn (Oroaetus isidori) - finns i Anderna i Bolivia och västra Argentina.

Det finns två arter i Afrika:
- Kronörn (Stephanoaetus coronatus) - förekommer från västra och centrala Afrika i Ghana och Uganda, till Angola och Sydafrika.
- Stridsörn (Polemaetus bellicosus) - förekommer i Afrika söder om Sahara, från Senegal till Somalia, och söderut till Kapprovinsen.

Det finns två arter i Sydostasien:
- Papuaörn (Harpyopsis novaeguineae) - finns bara på Nya Guinea
- Apörn (Pithecophaga jefferyi) - förekommer bara på Filippinerna; tidigare på Luzon, Leyte, Samar och Mindanao men nu endast på Luzon och Mindanao.